# Robert F. Brunner
Robert Francis „Bob“ Brunner (* 9. Januar 1938 in Pasadena, Kalifornien; † 5. Januar 2009 in Moorpark, Kalifornien) war ein US-amerikanischer Filmkomponist und Dirigent.

## Leben
Brunner wuchs im kalifornischen Brentwood auf. Bereits in frühester Jugend zeigte sich sein musikalisches Talent, woraufhin er Piano-Unterricht nahm. Er gründete seine eigene Band, mit der er im Raum Los Angeles bei verschiedenen Veranstaltungen auftrat. In der High School komponierte und arrangierte er sieben Musicals. Später besuchte er die University High School und studierte ein Jahr an der UCLA.
Im Alter von 23 Jahren war er der erste Empfänger des kalifornischen Young Musicians Foundation Award for Classical Composition for Symphony Orchestra. Ab 1956 war er 15 Jahre Dirigent und Commanding Officer der kalifornischen 562nd Air National Guard Band.
Seinen Einstieg in die Unterhaltungsbranche hatte Brunner mit Gesangs- und Tanzeinlagen in der Dinah Shore Show, der The Judy Garland Show und diversen Fernseh-Specials, bevor er fester Komponist der Disney Studios wurde. Er komponierte bis Anfang der 1980er Jahre die Musik für zahlreiche Disney-Filme und -Fernsehsendungen.
Aus seiner Ehe mit Diane Brunner, die von 1992 bis zu seinem Tod hielt, gingen ein Sohn und eine Tochter hervor.

## Filmografie (Auswahl)
- 1964–1978: Disney-Land (Disneyland, Fernsehserie, 31 Episoden)
- 1965: Alles für die Katz (That Darn Cat!)
- 1966: Robin Crusoe, der Amazonenhäuptling (Lt. Robin Crusoe, U.S.N.)
- 1967: Schmeißt die Affen raus (Monkeys, Go Home!)
- 1968: Käpt’n Blackbeards Spuk-Kaschemme (Blackbeard's Ghost)
- 1968: Understanding Stresses and Strains (Kurzfilm)
- 1968: Wie klaut man ein Gemälde? (Never a Dull Moment)
- 1969: Steps Towards Maturity and Health (Kurzfilm)
- 1969: Smith! – Ein Mann gegen alle (Smith!)
- 1969: Secrets of the Pirate’s Inn (Fernsehfilm)
- 1969: Superhirn in Tennisschuhen (The Computer Wore Tennis Shoes)
- 1970: Smoke – sein bester Freund (Smoke, Fernsehfilm)
- 1970: Die Bruchschiffer (The Boatniks)
- 1970: Rauhes Land (The Wild Country)
- 1971: Hamad and the Pirates (Fernsehfilm)
- 1971: Der barfüßige Generaldirektor (The Barefoot Executive)
- 1972: Die Promenadenmischung (The Biscuit Eater)
- 1972: Es kracht – es zischt – zu seh’n ist nischt (Now You See Him, Now You Don't)
- 1972: Chandar, der schwarze Leopard (Chandar, the Black Leopard of Ceylon)
- 1972: Erbschaft in Weiß (Snowball Express)
- 1974: The Whiz Kid and the Mystery at Riverton (Fernsehfilm)
- 1974: Südsee-Cowboy (The Castaway Cowboy)
- 1975: Der Retorten-Goliath (The Strongest Man in the World)
- 1976: Ein Wolf kehrt zurück (The Flight of the Grey Wolf, Fernsehfilm)
- 1976: Gus
- 1978: Der Esel von Bethlehem (The Small One, Kurzfilm)
- 1979: Eine ganz irre Truppe (The North Avenue Irregulars)
- 1979: Banjo, das Katzenkind (Banjo the Woodpile Cat, Fernsehfilm)
- 1980: Pacific High
- 1981: Amy – Die Stunde der Wahrheit (Amy)
- 1982: Amy-on-the-Lips (Kurzfilm)
- 1983: Strange Companions (Fernsehfilm)